# Schwarzschenkliger Kleideraffe
Der Schwarzschenklige Kleideraffe (Pygathrix nigripes) ist eine Primatenart aus der Gruppe der Schlankaffen (Presbytini). Er galt früher als Unterart des Rotschenkligen Kleideraffen.

## Merkmale
Schwarzschenkel-Kleideraffen sind eher dunkel gefärbt. Der Kopf und der Rücken sind grau, ebenso die Arme. Die Beine sind ebenso wie die Hände schwarz, die Brust ist hellgrau, der lange Schwanz und das Gesäß sind weiß. Das Gesicht ist blaugrau, die Augen sind von hellen Kreisen umgeben, an den Wangen sind lange, helle Haare. Die Kopfrumpflänge dieser Tiere beträgt 55 bis 63 Zentimeter, wozu noch ein 57 bis 73 Zentimeter langer Schwanz kommt. Männchen sind mit 11 Kilogramm schwerer als Weibchen, die 8 Kilogramm wiegen.

## Verbreitung und Lebensraum

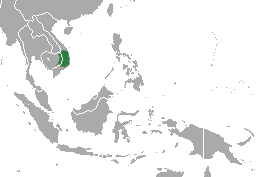
Verbreitungsgebiet des Schwarzschenkligen Kleideraffen

Schwarzschenklige Kleideraffen haben das südlichste Verbreitungsgebiet aller Kleideraffen, sie kommen im südlichen Vietnam und im östlichen Kambodscha vor. Ihr Lebensraum sind Wälder, sowohl Primär- als auch Sekundärwälder.

## Lebensweise
Diese Primaten sind tagaktive Baumbewohner, die kaum jemals auf den Boden kommen. Sie leben in Gruppen von bis zu 25 Tieren, die sich aus mehreren Männchen, mehreren Weibchen und dem dazugehörigen Nachwuchs zusammensetzen. 
Sie sind Pflanzenfresser, ihre Nahrung besteht vorwiegend aus Blättern, daneben verzehren sie auch Früchte, Samen und Blüten. Wie alle Schlankaffen haben sie einen mehrkammerigen Magen zur besseren Verwertung der Nahrung.
Die Paarung kann das ganze Jahr über erfolgen, ihr geht ein längeres Grimassenspiel beider Geschlechter voraus. Nach einer 180- bis 190-tägigen Tragzeit bringt das Weibchen ein einzelnes Jungtier zur Welt, Zwillinge sind selten. Zunächst klammert dieses sich an den Bauch der Mutter, später kümmern sich auch die anderen Gruppenmitglieder um es.

## Bedrohung
Schwarzschenklige Kleideraffen zählen zu den bedrohten Arten. Durch die im Vietnamkrieg eingesetzten Entlaubungsmittel wurden die Populationen nachhaltig dezimiert. Heute geht die Hauptgefährdung von der fortschreitenden Rodung der Wälder aus, hinzu kommt die Bejagung wegen ihres Fleisches und ihrer Verwendung in der Chinesischen Medizin. Die IUCN listet die Art als stark gefährdet (endangered).